# Taycheedah (Wisconsin)
Taycheedah – jednostka osadnicza w Stanach Zjednoczonych, w stanie Wisconsin, w hrabstwie Fond du Lac.